# رودینا (شهرستان گافوریسکی، باشقیرستان)
رودینا (انگلیسی: Rodina, Gafuriysky District, Republic of Bashkortostan) یک شهرک در شهرستان گافوریسکی استان باشقیرستان کشور روسیه است.